# Manchester Museum
Das Manchester Museum ist ein archäologisches, anthropologisches und naturhistorisches Museum der University of Manchester.

## Geschichte
Der Bestand basiert auf einer Sammlung von John Leigh Philips. Sieben Jahre nach seinem Tod wurde 1821 die Manchester Natural History Society gegründet. Ab 1835 befand es sich in einer Baute zur Peter Street. 1850 übernahm es die Sammlung der Manchester Geological Society. 1868 wurde das Museum in ein neues Gebäude verlagert. Aufgrund weiteren Wachstums wechselte das Museum 1913 und 1927 weitere Male seine Lokalität. 2024 betrug die Besucherzahl etwa 651.000 Personen.

## Bestand
Das Museum inkludiert Ausstellungsstücke in den Bereichen Bogenschießen, Archäologie, Botanik, Ägyptologie, Entomologie, Ethnographie, Mineralogie, Paläontologie, Münzkunde und Zoologie. Im Museum findet sich ein Guss eines Tyrannosaurus rex, welcher 1978 von Stan Sacrison entdeckt wurde. Sein Skelett ist zu circa 70 Prozent erhalten.
Im Manchester Museum ist der präparierte Schädel von Old Billy zu sehen, dem Pferd mit der längsten bekannten Lebensdauer.

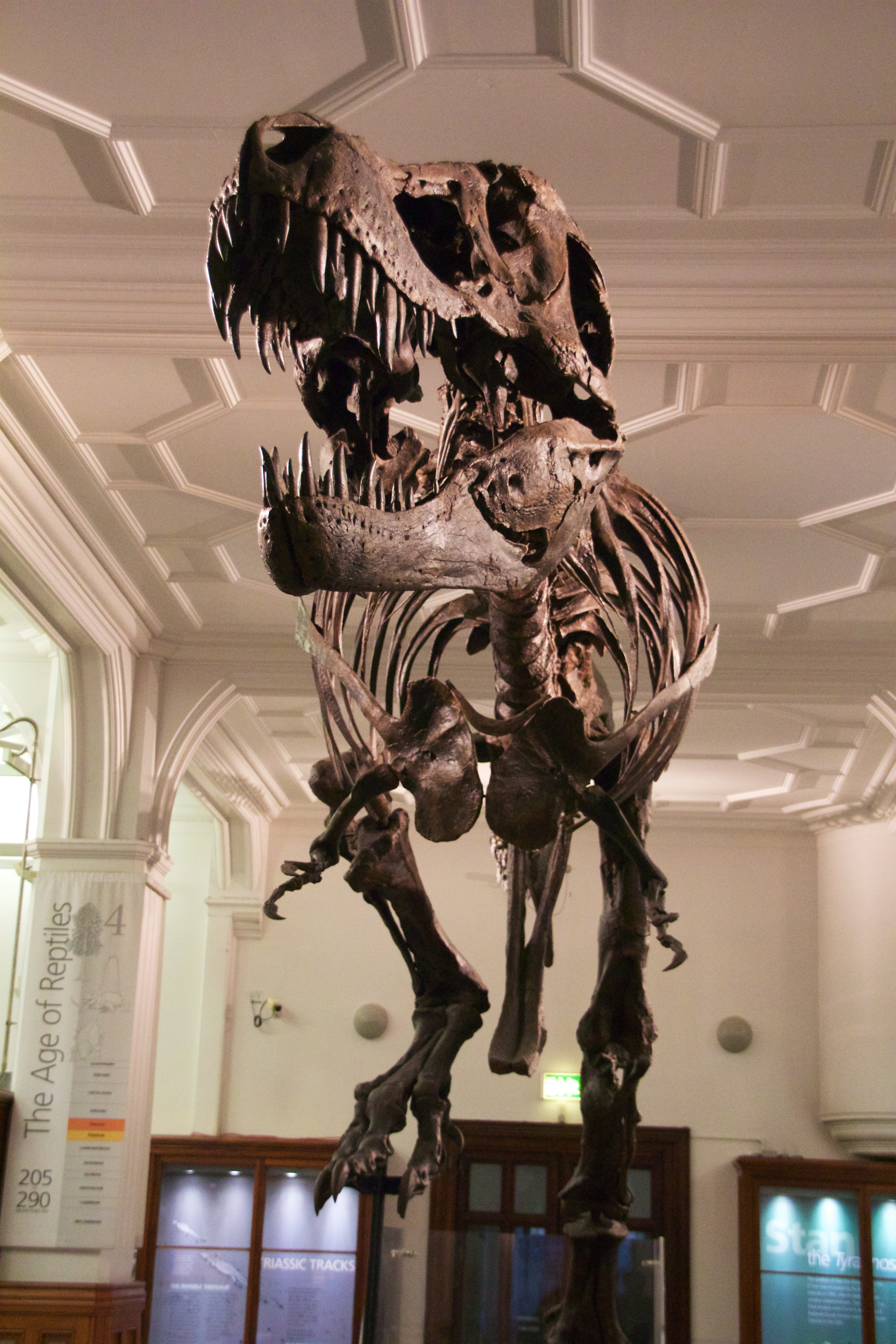
Guss eines Tyrannosaurus rex
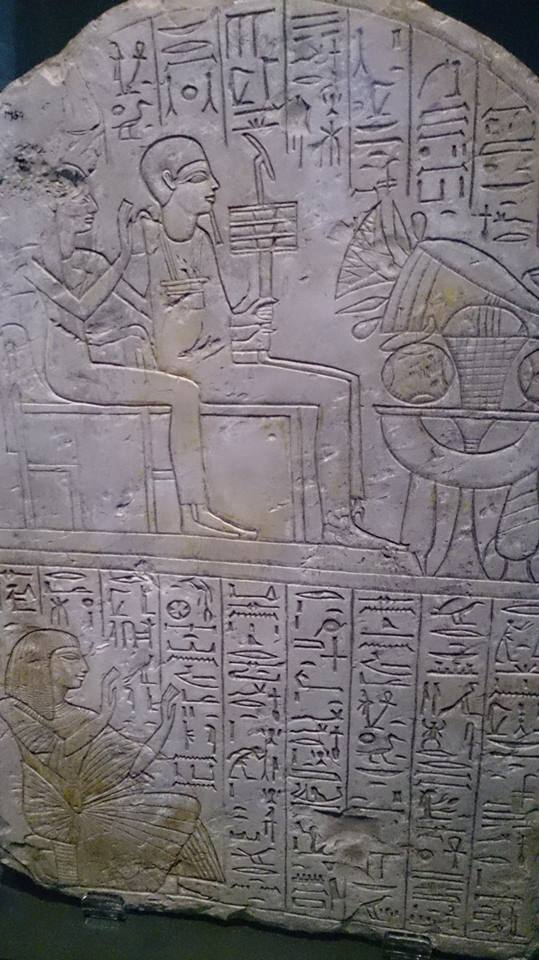
Hieroglyphen auf einer ägyptischen Beerdigungstafel